# Gasparino Barzizza
Gasparino Barzizza (1360-1431) (Gasparinus Barzizius, Gasparinus Bergomensis, Gasparinus Pergamensis, Gasparinus de Bergamo) (* Bérgamo, 1360 - † Milão, 1431) foi humanista, filósofo, latinista, gramático, pedagogo, filólogo, lexicógrafo e retórico italiano.  Notabilizou-se pela introdução de um novo estilo de epistolário latino inspirado nas obras de Cícero.  Junto com Pier Paolo Vergerio, o Velho (1370-1445), influenciou o desenvolvimento do humanismo em Pádua.  Como um dos primeiros humanistas italianos, ele ensinou retórica, gramática e filosofia moral, tendo por objetivo o renascimento da literatura latina.

## Biografia
Gasparino Di Pietrobuono nasceu no vilarejo de Barzizza, perto de Bérgamo, estudou gramática e retórica na Universidade de Pavia, permanecendo lá como professor de 1403 a 1407, e subsequentemente, transferiu-se para Veneza para atuar como tutor junto à Família Barbaro.
Na primeira metade de 1408, chega a Veneza, seu irmão mais velho, Giácomo, exilado de Bérgamo por motivos políticos, com a esposa e oito filhos.  Por sua recomendação, Giácomo encontra um emprego, porém, em agosto de 1410 vem a falecer, deixando esposa e filhos a seu encargo.  As dificuldades financeiras aumentaram ainda mais em 1411 com a invasão da Hungria, de modo que, em fevereiro daquele ano foi obrigado a transferir parte da família para Ferrara, onde a vida era mais barata.
Não conseguindo encontrar apoio em Veneza com o fim de organizar uma escola nessa cidade, Gasparinus deu aulas em Pádua (1407-1421), desfrutando de seu período mais produtivo para escrever, e no lugar onde a sua reputação como professor e erudito haviam criado raízes.  Em 16 de Setembro de 1413 conseguiu seu diploma de doutorado em artes.  Em 13 de Agosto de 1414 é nomeado secretário apostólico de João XXIII.  Em 6 de Junho de 1417 lhe é conferido o título de cidadão de Veneza, tendo já sido homenageado como cidadão de Pádua no ano anterior.  Em 1418 sua esposa Lucrezia morre durante o parto.  Pouco depois, é nomeado professor de retórica, e especializou-se sobre autores latinos tais como Sêneca, Cícero, Virgílio e Terêncio.  Estabeleceu também uma escola elementar, que oferecia um curriculum humanístico.  Tanto Vittorino da Feltre como Leon Battista Alberti devem sua educação elementar a ele.  Antonio Beccadelli, chamado O Panormita, também foi seu aluno.
Tempos depois ensinou em Ferrara, e atendendo a um convite feito por Filippo Maria Visconti (1392-1447), abriu uma escola primária em Milão, em 1418, que foi organizada no mesmo estilo da escola de Gasparinus em Pádua.  Ele deu aulas em Milão, tendo iniciado os cursos em 27 de Outubro de 1421 e também serviu de orador na corte dos Visconti.  Dentre seus alunos em Milão podemos mencionar Angelo Decembrio, filho do humanista Uberto Decembrio e irmão de Pier Candido.
Gasparinus também exerceu o posto de secretário do papa Martinho V, e neste serviço participou do Concílio de Constança.  Gasparinus morreu em Milão por volta de fevereiro de 1431.  Seu filho Giovanni Agostino tornou-se doutor em Pádua em 31 de Julho de 1444.
De seu casamento com Lucrezia Alliardi, Gasparinus teve também outro filho, chamado Guimforte Barzizza (Pávia, 1406 - † Milão, 1463), que se tornou notável erudito e escritor.  Ele não tinha a mesma reputação de eloquência e elegância do seu pai, mas suas obras refletiam o seu estudo pelos clássicos.  Deu aulas em Novara sobre os ofícios de Cícero e as comédias de Terêncio, quando uma feliz circunstância o introduziu na corte de Alfonso, Rei de Aragão.  Tendo permissão para encontrá-lo em Barcelona, em 1432, o rei ficou tão impressionado com a sua eloquência, que imediatamente o nomeu seu conselheiro, e Guimforte, de certa feita, teve a honra de acompanhá-lo em sua expedição à costa da África.  Todavia, ele ficou doente e teve permissão para retornar para Milão, continuando, porém, desfrutando do respeito e da amizade do rei.  Aqui, o duque de Milão, deu-lhe o título de vigário-geral, assegurando-lhe o direito de exercer o cargo de professor de filosofia moral.  Com a morte de Filipe, foi nomeado secretário do duque que o sucedeu, e passou o resto da sua vida nesse ofício.  Guimforte se casou com Giovannina Malabarba.

## Obras

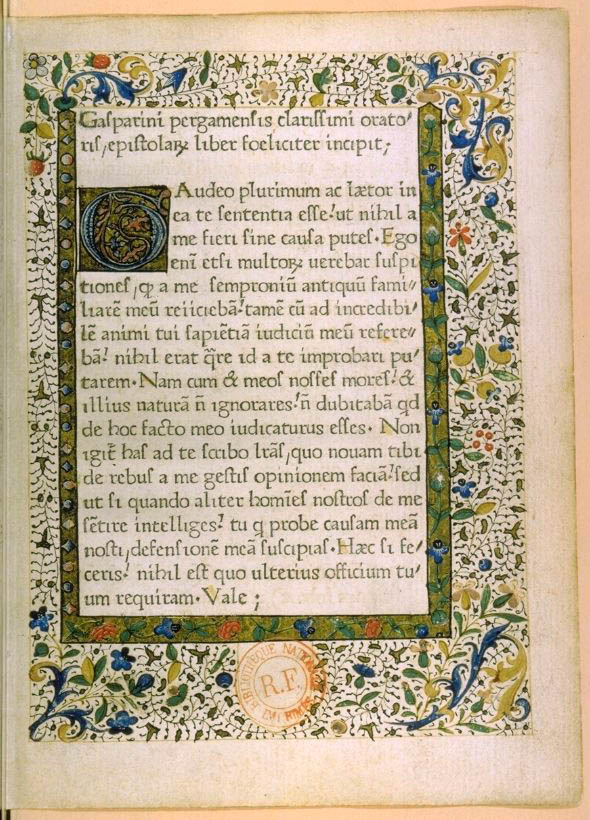
Epistolae Gasparini 1470 primeiro livro impresso na França, publicado por Johann Heynlin

- Liber epistolarum aut notum ut Epistolae Gasparini (Livros das Cartas: primeiro livro impresso na França, publicado por Johann Heynlin[3] em 1470, ).
- Tractatus de Compositione (ca. 1420): quod de rhaetorica agit. (Tratado sobre retórica e estilística literária).
- Orthographia. (Um manual de ortografia latina).
- Vocabularium breve (1417-1418)